# اوتواژنویه
اوتواژنویه (به لاتین: Otvazhnoye) یک منطقهٔ مسکونی در روسیه است که در استان آمور واقع شده‌است.